# Асо (Кумамото)

Асо́ (яп. 阿蘇市, あそし, МФА: [aso ɕi̥]?) — місто в Японії, в префектурі Кумамото.     Отримало статус міста 2005 року. Площа становить 376,25 км². Станом на 1 серпня 2011 року населення складало 28 243  осіб, густота населення — 75,1 осіб/км².     

## Історія
Асо отримало статус міста 11 лютого 2005 року.